# 1978 en bande dessinée
| Années de la bande dessinée : 1975 - 1976 - 1977 - 1978 - 1979 - 1980 - 1981    |
| Décennies de la bande dessinée : 1940 - 1950 - 1960 - 1970 - 1980 - 1990 - 2000 |

Cet article présente les faits marquants de l'année 1978 en bande dessinée.

## Évènements
- 20 au 22 janvier : 5e Festival international de la bande dessinée d'Angoulême : Festival d'Angoulême 1978.
- Premier trimestre : parution du dernier Tintin Pocket Sélection.
- 19 juin : Jim Davis créé un chat orange à rayures noires, vraiment très gras, égoïste et fainéant : Garfield.
- Aux États-Unis, sortie de A contract with God premier "graphic novel" de Will Eisner, lors de son retour à la bande dessinée.

## Nouveaux albums
Voir aussi : Albums de bande dessinée sortis en 1978

### Franco-Belge
| Sortie | Titre                                                                    | Scénariste | Dessinateur | Coloriste | Éditeur            |
| ------ | ------------------------------------------------------------------------ | ---------- | ----------- | --------- | ------------------ |
| ?      | Les Aventures extraordinaires d'Adèle Blanc-Sec Tome 4 : Momies en folie | Tardi      | Tardi       |           | Casterman          |
| ?      | La Dame assise : Du côté des vioques                                     | Copi       | Copi        |           | Éditions du Square |
| ?      | …                                                                        |            |             |           |                    |

### Comics
| Sortie | Titre       | Scénariste | Dessinateur | Coloriste | Éditeur |
| ------ | ----------- | ---------- | ----------- | --------- | ------- |
| ?      | à compléter |            |             |           |         |
| ?      | …           |            |             |           |         |

### Mangas
| Sortie | Titre       | Scénariste | Dessinateur | Coloriste | Éditeur |
| ------ | ----------- | ---------- | ----------- | --------- | ------- |
| ?      | à compléter |            |             |           |         |
| ?      | …           |            |             |           |         |

## Naissances
- 13 janvier : Renaud Scheidt, dit Reno, dessinateur français de bandes dessinées.
- 7 mars : Ben Templesmith, auteur de comics
- 31 mars : Adrien Fournier
- 5 mai : Riad Sattouf
- 21 mai : Allan Barte
- 30 mai : Brice Bingono, dessinateur
- 17 juillet : Christophe Lacroix
- 13 septembre : Guillaume Lapeyre
- 1er octobre : Alessandro Vitti, dessinateur italien

Naissance de : Nate Powell, auteur de comics ; Jeremy Bastian auteur de bande dessinée américain.

## Décès
- 2 février : Maurice Tillieux
- 7 mai : Mort Weisinger, scénariste de comics
- 5 juillet : Paul Cuvelier
- 31 décembre : Basil Wolverton